# Afroditi Latinopulu
Afroditi Latinopulu, gr. Αφροδίτη Λατινοπούλου (ur. 29 kwietnia 1991 w Salonikach) – grecka polityk i prawniczka, posłanka do Parlamentu Europejskiego X kadencji.

## Życiorys
Uprawiała tenis, karierę sportową zakończyła w 2013 z powodu kontuzji. Zajmowała się działalnością trenerską. W 2017 ukończyła studia prawnicze na Uniwersytecie Arystotelesa w Salonikach. Podjęła pracę w zawodzie prawnika.
Była działaczką Nowej Demokracji i jej organizacji młodzieżowej ONNED. Zyskiwała rozpoznawalność dzięki aktywności w mediach społecznościowych, publikując wielokrotnie kontrowersyjne treści wymierzone w społeczność LGBT, imigrantów czy lewicę. Nowa Demokracja odcięła się od niej ostatecznie w 2022 po tym, jak Afroditi Latinopulu opublikowała komentarz, w którym krytykowała figurę jednej z prezenterek telewizyjnych.
W sierpniu 2022 dołączyła do partii Patriotiki Dinami Alajis, założonej przez byłego polityka ND Konstandinosa Bogdanosa. Została z niej usunięta w marcu 2023, gdy sprzeciwiła się zawiązaniu koalicji wyborczej. W tym samym miesiącu założyła własną partię, która przyjęła nazwę Głos Rozsądku (początkowo PATRIDA – Afroditi Latinopulu). W 2023 ugrupowanie to uzyskało 0,4% głosów w wyborach krajowych, nie przekraczając wyborczego progu. Formacja otrzymała natomiast 3,0% głosów w wyborach europejskich w 2024, a jego liderka zdobyła wówczas mandat posłanki do Europarlamentu X kadencji.